# Sojuz 17
Sojuz 17 byla kosmická loď SSSR z roku 1975, která se svou posádkou absolvovala let na Saljut 4, nově vybudovanou orbitální stanici na oběžné dráze Země. K této stanici to byl první let s kosmonauty. Podle katalogu COSPAR dostala označení 1975-001A a byla 52. letem kosmické lodě z naší planety. Jejím volacím znakem byl ZENIT.

## Posádka
Dvoučlennou posádku tvořili tito kosmonauti:
- Alexej Gubarev, 43 let, velitel lodě, první let
- Georgij Grečko, 43 let, palubní inženýr, první let

## Průběh letu

### Start
Loď odstartovala 10. ledna 1975 z kosmodromu Bajkonur s pomocí stejnojmenné rakety Sojuz a dostala se na oběžnou dráhu ve výši 185 – 249 km nad Zemí s periodou 88 minut.

### Práce na stanici
Podařilo se spojit s orbitální stanicí Saljut 4. Počáteční část přibližovacího manévru byla provedena za pomocí automatického systému navádění, zbývajících 100 metrů řídili loď ručně kosmonauti. Dva dny po startu se loď ke stanici pevně připojila a oba kosmonauti do ní přestoupili. Zde plnili připravené a řídícím střediskem zadávané úkoly necelý měsíc, od 12. ledna do 9. února 1975. Stanice v té době kroužila nad Zemí ve výšce 342–355 km. Pracovní činnost se týkala např. práce s velkým slunečním ultrafialovým spektrografem, fotografování určených oblastí Země, poprvé oba pilně cvičili na nově instalovaném veloergometru. Spektrograf se jim podařilo zprovoznit až po mnoha dnech kvůli chybě zaměření optiky.

### Konec mise
Dne 9. února 1975 po ukončení práce na Saljutu 4 se Sojuz 17 odpojil a s oběma kosmonauty přistál s pomocí brzdících motorů a padákového systému na území Kazachstánu, 110 km na severovýchod od Celinogradu. Stanice Saljut 4 zůstala na oběžné dráze, později zde pracovaly další posádky.
Celá mise trvala 709 hodin (29 dní), během níž bylo vykonáno 466 obletů Země.

## Konstrukce lodě
Udaná startovací hmotnost byla zhruba 6600 kg. Loď se obdobně jako ostatní lodě Sojuz skládala ze tří částí, kulovité orbitální sekce, návratové kabiny a sekce přístrojové. Loď byla vybavena spojovacím zařízením.